# Milli Vanilli
Milli Vanilli foi uma dupla alemã de reggae e dance music formada por Frank Farian na Alemanha, em 1988, cujos integrantes eram o francês Fabrice "Fab" Morvan e o germânico-americano Robert "Rob" Pilatus.
O álbum de estreia da dupla alcançou altas vendas internacionalmente e os premiou com um Grammy de Melhor Artista Estreante em 1990. Entretanto, o sucesso deles virou fraude, quando o prêmio foi revogado depois da revelação de que os supostos cantores não cantavam no disco.

## História

### Começo
Frank Farian destacou para os vocais o rapper Charles Shaw, o cantor John Davis, e Brad Howell (alguns dão seu nome como Howe) e duas cantoras americanas de meia-idade que moravam na Alemanha: as irmãs gêmeas Jodie e Linda Rocco, mas viu que aqueles músicos eram talentosos mas invendáveis. Portanto, atraído por seu carisma, Frank escalou Morvan e Pilatus, dois dançarinos aspirantes a modelos para tomarem a frente do projeto. O primeiro álbum do Milli Vanilli foi All or Nothing.
Apesar de criticado (frequentemente as produções recicladas de Farian tendo os mesmos sons e batidas de faixas), a fama do Milli Vanilli continuou a crescer pelo mundo. All or Nothing foi reempacotado, remixado e reintitulado para Girl You Know It's True na versão norte-americana. Cinco singles foram lançados da segunda metade de 1988 até o início de 1990: a faixa-título, "All or Nothing", e os três maiores sucessos do grupo: "Girl You Know It's True" (incluída na trilha sonora internacional da novela "O Salvador da Pátria", como tema de locação de São Paulo e da rádio de João Matos, o personagem de José Wilker), "Baby Don't Forget My Number", e "Blame It On The Rain". O Milli Vanilli ganhou o Grammy de Melhor Artista Estreante em 21 de fevereiro de 1990, por Girl You Know It's True.

### Revolta na mídia
Alguns meses antes do grupo receber o Grammy, aconteceu algo que levantou suspeitas relativas a quem realmente cantava as músicas do grupo. Durante um concerto ao vivo no Lake Compounce Theme Park em Bristol (Connecticut) gravado pela MTV norte-americana em julho de 1989, a cassete que continha a gravação da música "Girl You Know It's True" emperrou, repetindo inúmeras vezes a frase "Girl You Know It's...", para desespero do duo. De acordo com o primeiro episódio da série Behind the Music do canal VH1, que destacou o Milli Vanilli, fãs que assistiam ao show pareceram não se importar e tudo continuou como se nada tivesse acontecido, mas críticos perceberam e atacaram Rob e Fab em suas críticas sobre o show.
Algo que aumentou ainda mais as suspeitas da fraude foram as declarações do rapper Charles Shaw, que revelou a um repórter de New York que Morvan e Pilatus, na realidade, não tinham cantado qualquer música do álbum. Shaw rapidamente retirou suas afirmações (aparentemente recebeu U$1,5 milhões de Farian para ficar calado), na qual ele alega que eles eram apenas dublês de seu próprio álbum.
O Milli Vanilli logo ganhou o Grammy Award de Melhor Novo Artista em fevereiro de 1990, embora os rumores continuassem a turbulência. Fora que no início de 1990, superaram todos os recordes, ficando acima de artistas como Indigo Girls, Neneh Cherry, Soul II Soul, e Tone-Loc.
A fama estava começando a subir à cabeça da dupla, particularmente Pilatus, que tinha um extremo humor e comportamento errático, além de ter desenvolvido um vício em cocaína. Em uma entrevista à revista Time, Pilatus comparou a si mesmo e o Milli Vanilli com Bob Dylan, Elvis Presley, Paul McCartney e Mick Jagger, e foi severamente ridicularizado por suas afirmações. Na entrevista ele disse: "Musicalmente, somos mais talentosos do que qualquer Bob Dylan ou Paul McCartney. Mick Jagger não consegue produzir um som. Eu sou o novo Elvis. Mick Jagger não chega aos meus joelhos, quando se trata de carisma no palco!"
O público começou a questionar o talento da dupla e espalhou-se o rumor de que não eram Morvan e Pilatus os intérpretes das músicas e que a dupla se limitava a fazer uma "representação". Ao contrário da versão internacional de All or Nothing, os créditos para a versão americana atribuíram claramente as vozes no álbum para Morvan e Pilatus, "irmãos de sangue".
Em 15 de novembro de 1990, devido às dúvidas cada vez mais crescentes a respeito da fonte do talento no grupo, bem como a insistência de Morvan e Pilatus para que os deixasse cantar no próximo álbum, ameaçando revelar o esquema, Farian admitiu que os dois não eram os verdadeiros intérpretes, mas sim Charles Shaw, John Davis e Brad Howell. Farian tinha escolhido esse grupo de pessoas para cantar as músicas mas sabia que precisava de alguém que transmitisse uma outra imagem ao público, uma imagem mais jovem, sensual e fotogênica. Assim, contratou Morvan e Pilatus, dois jovens que tinha conhecido numa discoteca em Berlim, começando uma das maiores fraudes da história da música.
Como resultado da pressão da mídia norte-americana, o Grammy do Milli Vanilli foi retirado quatro dias depois. Ironicamente, a comissão do Grammy tinha justificado a sua decisão citando o "impacto visual" da dupla. No entanto, seus três prêmios American Music Award nunca foram retirados, devido ao fato dos organizadores concluírem que tais prêmios lhes foram dados pelos compradores dos discos, e permaneceram na posse de Frank Farian até à morte deste, em 2024. A gravadora Arista Records os retirou do seu elenco, tal como o álbum, que teve seus masters apagados, tornando Girl You Know It's True fora de catálogo. Lojas de discos também foram proibidas de devolverem suas cópias para a Arista, e várias lojas de discos usados se recusaram completamente de comprar cópias de outras lojas. Na coletiva de imprensa em que devolveram o Grammy, a dupla tentou responsabilizar seu ex-produtor e Rob Pilatus pediu desculpas a todas as pessoas que se sentiram enganadas.
Depois de todos esses detalhes virem à tona, pelo menos 26 processos diferentes correram contra Pilatus, Morvan e a gravadora Arista, amparados pelas várias leis norte-americanas de proteção ao consumidor contra fraudes. Um desses processos ocorreu em 22 de Novembro de 1990 em Ohio, onde advogados entraram com uma ação conjunta, pedindo reembolso para pelo menos 1.000 cidadãos locais que compraram o álbum Girl You Know It's True. Em 12 de agosto de 1991, uma proposta de acordo de reembolso em Chicago foi rejeitada. Esse acordo propunha reembolso para os compradores 3 dólares por CD, 2 por disco ou fita cassete e 1 para compactos. Entretanto, esse reembolso seria dado apenas como crédito para algum lançamento futuro da Arista.
Em 28 de agosto, um novo acordo foi aprovado. O mesmo esquema de preço se manteve, além do reembolso de 2,50 dólares. Uma prova de compra, ou canhoto do ingresso foi solicitado para dar direito ao reembolso. Estima-se que 10 milhões de consumidores tornaram-se aptos para o reembolso. O prazo para pedir reembolso expirou em 8 de março de 1992.

### Álbuns seguintes
O material do segundo álbum do Milli Vanilli já tinha sido gravado e finalizado na primavera de 1990. No outono, foi lançado o primeiro single "Keep On Running", pouco antes de Farian revelar a verdade sobre o Milli Vanilli.
Na última hora, a capa do segundo álbum foi mudada para que fossem relevados os verdadeiros cantores no lugar de Morvan e Pilatus, o título trocado de Keep on Running (nome que correspondia ao primeiro single) para The Moment Of Truth (O Momento da Verdade) e o nome do grupo mudado para The Real Milli Vanilli. Entretanto, o desenhista que fez a mudança esqueceu de atualizar a lombada, que ainda tem nome e título originais ("Milli Vanilli - Keep On Running").
Farian tentou reformar o Milli Vanilli com os vocalistas originais e incluindo a cantora Gina Mohammed e Ray Horton (um cantor com um visual parecido com o de Morvan e Pilatus e gravou seus vocais em quatro faixas); aliás todos aparecem na capa, menos Charles Shaw (por causa do episódio da delatação) e as irmãs Rocco.
O álbum resultante, lançado na Europa no começo de 1991, já renomeado para The Moment of Truth, gerou três singles, "Keep On Running," "Nice 'n Easy" and "Too Late (True Love)." Adicionalmente, o álbum contava com participação de rappers: Icy Bro em "Hard As Hell" e Tammy T em "Too Late (True Love)." Uma canção de Diane Warren, "When I Die," foi regravada por vários outros artistas, incluindo o próprio Farian com o No Mercy.
Para o mercado americano, Farian decidiu evitar qualquer associação com o Milli Vanilli e re-regravou as faixas com Ray Horton nos vocais na maioria das faixas. Em 1992, RCA publicou no release do álbum como o primeiro do novo grupo criado Try 'N' B. O álbum auto-intitulado incluiu três faixas adicionais que não estavam no The Real Milli Vanilli: "Ding Dong," "Who Do You Love", e uma regravação do Dr. Hook, "Sexy Eyes." Devido as significativas vendas sob o nome Try 'N' B nos Estados Unidos, um álbum levemente modificado do Try 'N' B foi lançado internacionalmente.
Em 28 de novembro de 1991, Pilatus, que foi incapaz de lidar com a súbita desgraça, depois de misturar álcool e medicamentos prescritos, cortou um de seus pulsos no hotel Sunset Strip de Los Angeles e ameaçou pular da varanda do nono andar. Foram chamados policiais e repórteres ao local, que o retiraram a força. Ele gritava: "Importunaram minha família… Estou farto disso. Eu não queria magoar ninguém". Pilatus foi levado para o Centro Médico Cedars-Sinai e colocado sob observação durante 72 horas.

Tentando provar que eles realmente poderiam cantar se dessem uma chance, Morvan e Pilatus se mudaram para Los Angeles e assinaram com o Joss Entertainment Group, onde gravaram o próximo álbum sob o nome Rob & Fab em 1993. Quase todas as músicas foram escritas por Kenny Taylor e Fab Morvan, que faz a voz principal, enquanto Pilatus apresenta batidas rap que ele mesmo escreveu. A voz de Morvan foi considerada má e muito arrasada pelos críticos. Devido às restrições financeiras, o Joss Entertainment Group só conseguiu lançar o álbum nos Estados Unidos, o mais crítico de todos os mercados do Milli Vanilli. Um single, "We Can Get It On", foi feito para tocar no rádio brevemente antes do lançamento do álbum. Fizeram uma aparição no The Arsenio Hall Show nesta época.

### Tentativa de retorno de Farian
Para salvar suas carreiras após os trágicos acontecimentos, em 1997, Farian concordou em produzir um novo álbum do Milli Vanilli com Morvan e Pilatus nos vocais. Esse foi o motivo principal do álbum de retorno de 1998, Back and in Attack. Até mesmo alguns dos músicos de estúdio tocaram, numa tentativa de trazer de volta a fama que havia rapidamente desaparecido.
Entretanto, Pilatus enfrentou uma série de problemas pessoais durante a produção do novo álbum. No início de 1995, foi preso durante vários incidentes separados em Los Angeles envolvendo assaltos (incluindo um que ele atacou um homem com uma luminária), vandalismo, e tentativa de assaltar um carro. Condenado por quatro diferentes infrações, foi sentenciado a vários meses em uma prisão em 1996. Entretanto, passou três meses numa cadeia na Califórnia, saindo com o compromisso de se internar numa clínica de reabilitação. Durante seis meses, Farian pagou a Pilatus uma reabilitação das drogas e passagens de avião para que ele retornasse a Alemanha. Entretanto, no dia 2 de abril de 1998, às vésperas da turnê promocional do novo álbum, Pilatus foi encontrado morto de overdose de drogas, depois de ter misturado uma combinação fatal de álcool e pílulas, num hotel em Frankfurt, aos 32 anos. As razões para um aparente suicídio de Pilatus, contudo, são fortemente contestadas na mídia.

### Epílogo
Morvan passou os anos seguintes como músico e locutor, enquanto aprimorava seus talentos musicais. Em 1998 foi DJ na famosa rádio Kiis FM, de Los Angeles. Durante esse tempo, também se apresentou em 1999 no festival Wango Tango para 50.000 pessoas no Dodger Stadium. Em 2000, Morvan participou de um documentário ds BBC sobre o Milli Vanilli, assim como no primeiro episódio do Behind the Music da VH1. Morvan passou o ano de 2001 fazendo turnê, antes de se apresentar em 2002 no recém-inaugurado Velvet Lounge no Hard Rock Café Hotel em Orlando, Flórida. Em 2003, lançou seu primeiro álbum solo, Love Revolution.
Em 2006 foi lançado o álbum "Greatest Hits" do Milli Vanilli.

### Filme
Em 15 de fevereiro de 2007, foi anunciado que a Universal Pictures estaria com um projeto de um filme baseado na ascensão e queda do Milli Vanilli, incluindo a perda do Grammy. O roteirista Jeff Nathanson, de Prenda-me Se For Capaz, assinou para escrever e dirigir o filme, enquanto Fab Morvan atuaria como um consultor. Kim Marlowe, empresária de longa data de Morvan, iria produzir.
No entanto, em fevereiro de 2011, o diretor alemão Florian Gallenberger (premiado em 1991 com o Oscar pelo curta-metragem “Quiero Ser”) afirmou que seria o responsável pelo roteiro e direção do filme que vai contar nas telas de cinema a história da dupla.

### Retorno com John Davis (2015-2021)
Em maio de 2015 foi anunciado o retorno do Milli Vanilli, com Fab Morvan e John Davis (um dos cantores que realmente cantava as músicas da dupla).
O projeto foi intitulado Face Meets Voice — A True Milli Vanilli Experience. A dupla realizou shows desde então, com apresentação de canções inéditas e os clássicos que consagraram a banda.
John Davis veio a falecer no dia 24 de maio de 2021 devido às complicações causadas pelo COVID-19.

## Discografia
| Ano  | Título                        | Banda                                                                       | Selo                | Notas                       |
| ---- | ----------------------------- | --------------------------------------------------------------------------- | ------------------- | --------------------------- |
| 1988 | All or Nothing                | Milli Vanilli                                                               | Hansa/BMG           |                             |
| 1989 | Girl You Know It's True       | Milli Vanilli                                                               | Arista Records      | 6 discos de platina nos EUA |
| 1990 | The Remix Album               | Milli Vanilli                                                               | Arista Records      | Disco de Ouro nos EUA       |
| 1990 | The Hits That Shook the World | Milli Vanilli                                                               | Arista Records      | Álbum promocional           |
| 1991 | The Moment of Truth           | The Real Milli Vanilli                                                      | BMG                 |                             |
| 1993 | Rob & Fab                     | Rob & Fab Álbum solitário por Rob Pilatus e Fab Morvan após o fim do grupo. | Joss Entertainment. |                             |
| 1998 | Back and in Attack            | Milli Vanilli                                                               | Sony/BMG            | Álbum de estúdio            |
| 2003 | Love Revolution               | Fab Morvan                                                                  | Elixir              |                             |
| 2007 | Greatest Hits                 | Milli Vanilli                                                               | Sony/BMG            |                             |
| 2011 | Four Hits                     | Milli Vanilli                                                               | Sony/BMG            |                             |

## Videografia
| Ano  | Título                               | Banda         | Selo   | Notas |
| ---- | ------------------------------------ | ------------- | ------ | ----- |
| 1990 | In Motion · The Hit Video Collection | Milli Vanilli | 6 West |       |

## Singles
| Ano  | Títulos                     | US Hot 100 | Top50 French | UK singles | Germany singles | Schweizer Hitparade | Top40 Austria | Álbum                   |
| ---- | --------------------------- | ---------- | ------------ | ---------- | --------------- | ------------------- | ------------- | ----------------------- |
| 1987 | Dansez                      |            |              |            |                 |                     |               |                         |
| 1988 | Girl You Know It's True     | 2          | 2            | 3          | 1               | 2                   | 1             | All Or Nothing          |
| 1989 | Baby Don't Forget My Number | 1          | 17           | 16         | 9               | 11                  |               | All Or Nothing          |
| 1989 | Girl I'm Gonna Miss You     | 1          | 3            | 2          | 2               | 1                   | 1             | Girl You Know It's True |
| 1989 | Blame It on the Rain        | 1          | 27           | 52         | 3               | 22                  | 8             | Girl You Know It's True |
| 1990 | All or Nothing              | 4          | 44           | 74         | 17              | 22                  | 14            | The Remix Album         |
| 1990 | Keep On Running             | -          | -            | 76         | 4               | 8                   | 2             | The Moment of Truth     |
| 1991 | Too Late - True Love        | -          |              |            |                 |                     | 26            | The Moment of Truth     |
| 1991 | Nice'N'Easy                 |            |              |            |                 |                     |               | The Moment of Truth     |
| 1992 | We Can Get It On            |            |              |            |                 |                     |               |                         |